# Patrick Troughton
Patrick George Troughton (/ˈtraʊtən/; Mill Hill, 25 de março de 1920 — Columbus, 28 de março de 1987) foi um ator britânico, conhecido por suas atuações no teatro, na televisão e no cinema. Seu trabalho incluiu aparições em vários filmes de fantasia, ficção científica e terror, incluindo seu papel como a segunda encarnação do Doutor na série de ficção científica britânica Doctor Who, que ele interpretou de 1966 a 1969, reprisando o papel em 1973, 1983 e 1985.